# سرقة العلامة التجارية
سرقة العلامة التجارية عبارة عن نشاط يستحوذ من خلاله شخص ما على الهوية الإلكترونية لكيان آخر أو يستولي عليها بغرض الحصول على سهم العلامة التجارية لشخص أو شركة ما. يجمع المصطلح بين مفهومين هما «العلامة التجارية» و«السرقة» واستخدم منذ عام 2007 على الأقل عندما ظهر في إحدى مقالات مجلة بلومبرج بيزنس ويك.article. وغالبًا ما ترتبط هذه الوسيلة باستخدام هويات الأفراد والشركات في وسائل الإعلام الاجتماعية أو مواقع ويب 2.0.
وعلى الرغم من تشابهه مع احتلال الفضاء الإلكتروني أو تزوير الهوية أو التصيد من حيث طبيعته وأساليبه المحتملة، عادة ما تتم سرقة العلامة التجارية خاصة للسياسيين أو المشاهير أو الشركات وكثير منها ما يتم بطريقة غير مباشرة بطبيعتها. قد يحاول سارق العلامة التجارية استخدام سمعة الهدف الخاص به لأسباب أنانية أو يسعى لتدمير سمعة الهدف وذلك لأغراض خبيثة أو سياسية أو انتخابية. قد لا تكون هذه الأسباب مالية مباشرة، ولكن قد تشتمل الآثار المترتبة على حامل العلامة التجارية الأصلي على خسائر مالية عادة - على سبيل المثال، قد تتسبب الدعاية السلبية في إنهاء صفقة رعاية أحد المشاهير، أو صفقة رعاية شركة ما، مما قد يؤدي إلى خسارة في المبيعات أو تقليل سعر السهم.

## أمثلة على سرقة العلامة التجارية
- ستاربكس - في عام 2006، قدم موقع يوتيوب مقطع فيديو به إعلانٌ ساخرٌ لمشروب فاربيتشينو الذي تنتجه ستاربكس يشدد على التناقض بين الاستهلاك والفقر.
- نستله - في مارس 2010، استخدم نشطاء حملة غرينبيس مقطع فيديو من على موقع يوتيوب يسخر من إعلان كيت كات، أحد منتجات شركة نستله «استمتع باستراحة»، للفت الانتباه للاستخدام متعدد الجنسيات لزيت النخيل من عمليات غير مستدامة في إندونيسيا مما أثر على مواطني أورانغ أوتان.habitats.[2] ورفع المحتجون لافتات أمام مقر شركة نستله في المملكة المتحدة في كرويدون عليها شعارات «أعطني استراحة» و«قاتل» مطبوعة بالخط الأحمر والأبيض المميز لمنتجات كيت كات.[3]
- إكسون موبيل - في عام 2008، تم إنشاء حساب على موقع تويتر (@ExxonMobilCorp) لعرض وجهات نظر المتحدث الرسمي باسم شركة النفط، حيث اكتُشف في وقت لاحق أنه حساب وهمي.[4]
- وعلى موقع تويتر أيضًا، يعد @BPglobalPR حسابًا غير رسمي لشركة بي بي، ولكنه حساب ساخر زادت شعبيته أثناء التسرب النفطي في خليج المكسيك عام 2010، حيث جذب متابعين أكثر من متابعي الحساب الرسمي لشركة بي بي على تويتر.[5]
- السياسيون - تم إنشاء صفحات وهمية على موقع الفيس بوك للرئيس الأمريكي باراك أوباما[6] والحاكم الجمهوري الأمريكي ساره بالين[7] (من بين سياسيين آخرين). وتعرضت شركات كبرى أيضًا لموضوع الاحتجاجات القائمة على سرقة العلامة التجارية على موقع الفيس بوك.
- المدونات الوهمية - قد تُعد أحد أشكال سرقة العلامة التجارية إذا تم إنشاؤها بواسطة ناقد أو معارض للشخص أو العلامة التجارية التي يُفترض أن تكون الهدف من المدونة.
- التعليق على العلامة التجارية التابعة - يستخدم بعض شركات التسويق التابعة هذا التكتيك. ويعتبر البعض هذه الأساليب غير أخلاقية أو من أساليب البلاك هات. يتمثل هذا الأسلوب في التعليق على الكلمات الرئيسية المتعلقة بموقعك / بمنتجك، ولكنك من خلال التظاهر بأنك أحد المنافسين.[8][9]
- الكليات والجامعات - في عام 2008، أنشأت شركة كوليدج براولر المتخصصة في نشر الكتيبات الإرشادية للمرحلة الجامعية المئات من مجموعات الفيس بوك التي تتكون من طلاب الفرق الأولى الحقيقيين من العديد من الجامعات لجمع بياناتهم الشخصية خلسة والترويج لأعمالها التجارية.[10]

## كيفية تجنب سرقة العلامة التجارية
قد تشتمل عملية تجنب سرقة العلامة التجارية على التالي:
- التسجيل الوقائي لأسماء العلامة التجارية والعلامات التجارية الفرعية كأسماء مستخدمين على مواقع التواصل الاجتماعي.
- الانتباه المستمر [11]
- استخدام أدوات رصد وسائل الإعلام الاجتماعية ووسائل الإعلام العامة للحصول على أدلة على التعدي
- اتخاذ الإجراءات القانونية اللازمة ضد هؤلاء المسؤولين عن التعدي.

على الرغم من ذلك، فقد تؤدي الإجراءات التي تتخذ ضد سارقي العلامات التجارية وداعميهم إلى لفت الانتباه إلى المشكلة (تأثير سترايسند). على سبيل المثال، بعد حملة كيت كات لغرينبيس، رفعت نستله الفيديو من موقع يوتيوب، وسرعان ما أعادت غرينبيس نشره على موقع مشاركة الفيديوهات فيميو وسلطت الضوء على محاولة الرقابة استخدام موقع تويتر وغيره من مواقع التواصل الاجتماعي. وأثارت محاولات نستله في تقييد نشاط المستخدم على صفحة المعجبين على الفيس بوك معجبين إضافيين، أثارت جدلاً واسعًا.

## وصلات خارجية
- Online brand-jacking increasing نسخة محفوظة 3 سبتمبر 2009 على موقع واي باك مشين.